# Hernando Tovar
Hernando Tovar Brizneda, né le 17 septembre 1937 en Colombie, est un joueur de football international colombien, qui évoluait au poste de milieu de terrain.

## Biographie

### Carrière en sélection
Avec l'équipe de Colombie, il joue un match (pour aucun but inscrit) en 1965. Il figure dans le groupe des sélectionnés lors de la Coupe du monde de 1962.

## Palmarès
Santa Fe
- Championnat de Colombie (2) :
  - Champion : 1958 et 1960.
  - Vice-champion : 1963.